# Julie Kjær

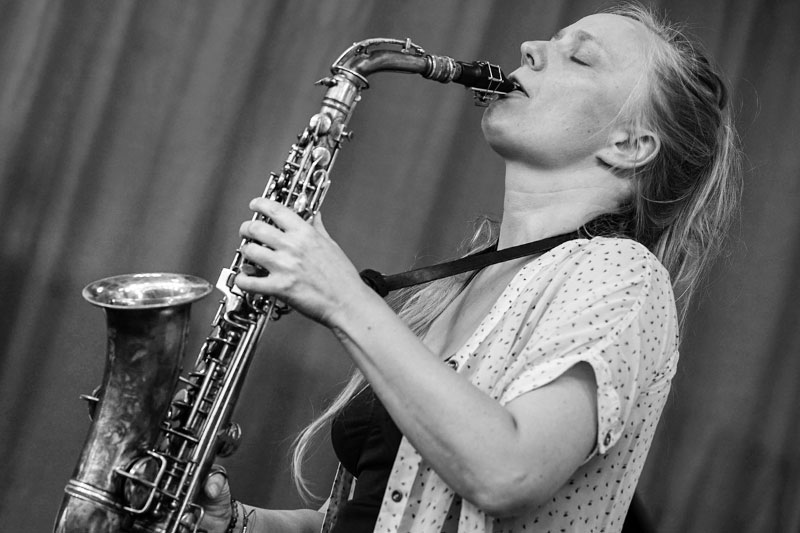
Aarhus Jazz Festival 2018
Foto Hreinn Gudlaugsson

Julie Kjær (* um 1985) ist eine dänische, in London lebende Jazz- und Improvisationsmusikerin (Altsaxophon, auch Flöte, Klarinette).

## Leben und Wirken
Kjær spielte ab Mitte der 2000er-Jahre in der dänischen Blood, Sweat Drum `N´ Bass Big Band, mit der erste Plattenaufnahmen entstanden (Live Sessions with Arve Henriksen & Studio Recordings). In den folgenden Jahren arbeitete in der britischen Jazz- und Improvisationsszene u. a. mit Django Bates (Spring Is Here (Shall We Dance?), 2008), Paal Nilssen-Loves Band Large Unit und dem Saxophon-Ensemble Saxoctopus (u. a. mit Sam Andreae und Rachel Musson). 2015 legte sie das mit ihrem Trio aus John Edwards und Steve Noble im Londoner Vortex Jazz Club  eingespielte Album Dobbeltgænger (Clean Feed Records) vor. Mit Paul Dunmall und dessen Sun Ship Quartet sowie Alan Skidmore spielte sie beim John Coltrane 50th Memorial Concert im Cafe Oto (Doppel-CD 2019).
Kjær war ferner an Aufnahmen von Signe Bisgaard (Meander), Alexander Hawkins, Per Åke Holmlander und dem London Improvisers Orchestra beteiligt. In Kopenhagen spielte sie in den 2010er-Jahren u. a. mit Håkon Berre/Hannah Marshall. Mit Signe Bisgaard leitet sie das dänisch-britische Pierette Ensemble (gleichnamiges Album 2014).